# Medaille für treue Pflichterfüllung in der Zivilverteidigung der Deutschen Demokratischen Republik

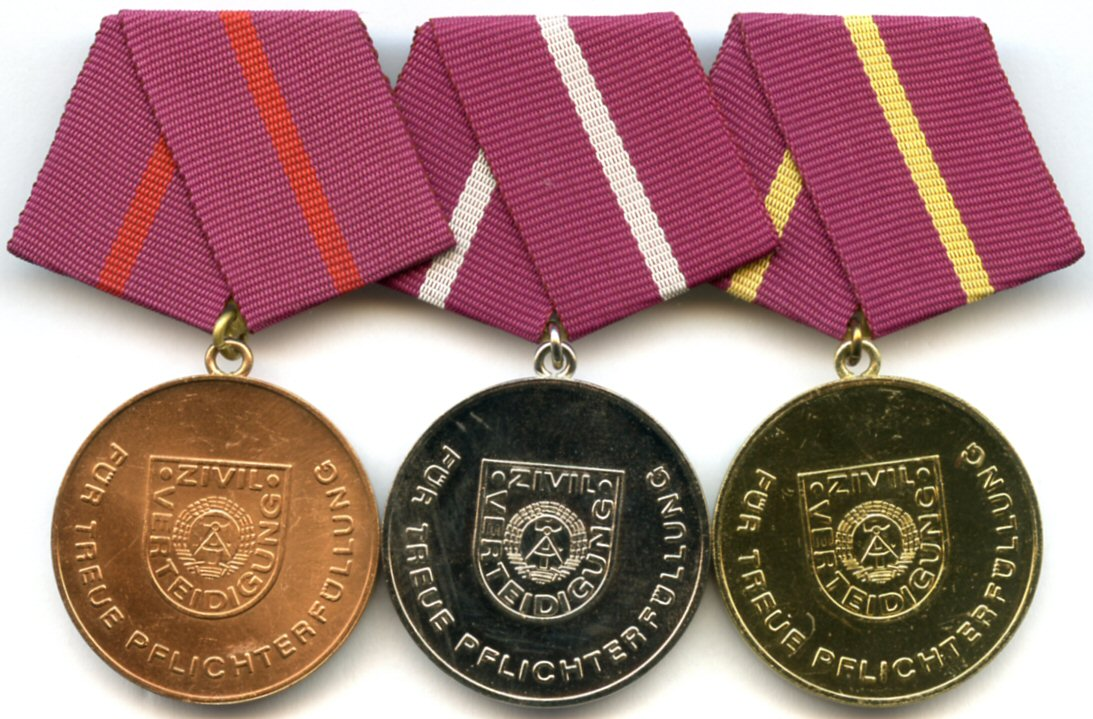

Die Medaille für treue Pflichterfüllung in der Zivilverteidigung der DDR war eine staatliche Auszeichnung  der Deutschen Demokratischen Republik (DDR), welche in Form einer tragbaren Medaille verliehen wurde.

## Geschichte
Die Medaille wurde als Dienstauszeichnung für die Angehörigen der Zivilverteidigung der DDR (ZV) mit mindestens 10 Dienstjahren am 25. Oktober 1977 vom Ministerrat der DDR mit der: Verordnung über die Stiftung staatlicher Auszeichnungen für die Zivilverteidigung und die Grenztruppen der DDR gestiftet. Ihre Verleihung erfolgte bis 1990.

Die Flagge der Zivilverteidigung der DDR

Die Zivilverteidigung der DDR gehörte zu den „Bewaffneten Organen der DDR“ und war fester Bestandteil der Landesverteidigung. Im Gegensatz zu ihrem westlichen Gegenpart, dem Technischen Hilfswerk, beschränkte sich der Einsatz der ZV nicht nur auf den (Not)Einsatz im Fall von landesweiten Katastrophen oder Unfällen, sondern war darüber hinaus auch im Umgang mit Waffen geschult und militärisch durchorganisiert. Die ZV verfügte dabei über kasernierte Einheiten, in denen Berufsoffiziere, Wehrdienstleistende aber auch Zeitsoldaten ihren Dienst taten sowie über eine große Anzahl „freiwilliger Helfer“. Wobei das Wort „freiwillig“ aber eine Wortspielerei war, da mit dem Gesetz zur Verteidigung der DDR vom 20. September 1961 jeder (ob Mann oder Frau) in der ZV dienstverpflichtet werden konnte, der das 16. Lebensjahr vollendet hatte.
Um die Zugehörigkeit der freiwilligen Helfer der ZV sichtbar herauszustellen und sie für ihren jahrzehntelangen Einsatz auszuzeichnen, wurde schließlich die Medaille für treue Pflichterfüllung in der Zivilverteidigung der DDR eingeführt. Von 1976 bis 1990 war Leiter der Zivilverteidigung Generalleutnant Fritz Peter.

## Stufen
Die Medaille für treue Pflichterfüllung in der Zivilverteidigung der Deutschen Demokratischen Republik wurde für treue, gewissenhafte und aktiver Arbeit in drei Stufen verliehen, die da waren:
- 10 Dienstjahre in Bronze
- 20 Dienstjahre in Silber
- 30 Dienstjahre in Gold

## Verleihungsbefugnis
Die Medaille wurde dabei für alle "freiwilligen Helfer" sowie für neben- und ehrenamtlichen Helfer der Zivilverteidigung verliehen, wobei für die hauptamtlichen Angehörigen der ZV eine eigene Medaille geschaffen wurde, die Medaille für treue Dienste in der Zivilverteidigung der Deutschen Demokratischen Republik. Die Verleihung erfolgte jeweils immer zum 11. Februar eines Jahres, dem Tag der Zivilverteidigung. Der Beliehene enthielt neben der Auszeichnung eine Urkunde im Format DIN A5 oder DIN A4, diese jedoch im aufgeklappten Zustand.

## Aussehen und Material

Die Medaille für treue Pflichterfüllung in der Zivilverteidigung der DDR in Gold (Rückseite)

Die Medaille selber bestand bis 1988 in der Regel aus Buntmetall und war entsprechend ihrem Verleihungszweck entweder vergoldet, versilbert oder in Bronze gehalten. Ab 1988 gab es dann auch Exemplare aus Eisen, die vermessingt, vernickelt oder bronziert waren. Ihr Durchmesser betrug 35 mm. Auf der Vorderseite der Medaille war mittig das Symbol der Zivilverteidigung in Wappenform dargestellt in dem erhaben in Umschrift zu lesen war: ZIVILVERTEIDIGUNG. Am Randsteg der Medaille war in Großbuchstaben zu lesen: FÜR TREUE PFLICHTERFÜLLUNG. Die Rückseite der Medaille zeigt das Staatswappen der DDR mit der erhabenen Umschrift: FÜR DEN SCHUTZ. DER ARBEITER UND BAUERN. MACHT. An ihren Rändern waren zwei zu einem Kreis gezogene Lorbeerzweige dargestellt.
Das Ordensband für alle drei Stufen war malinorot und 24 mm breit. Die dazugehörige Bandspange war ca. 25 × 13 mm groß. In der Mitte des Ordenbandes war je nach Stufe ein 3 mm breiter Mittelstreifen in:
- rot für 10 Dienstjahre
- silber für 20 Dienstjahre
- gold für 30 Dienstjahre

## Trageweise
Die Medaille wurde auf der linken Brustseite an einer pentagonalen Bandspange (nach russischem Vorbild) getragen.